# (K)lamač srdcí
(K)lamač srdcí (ve francouzském originále L'Arnacœur) je francouzská romantická komedie režiséra Pascala Chaumeila z roku 2010. Hlavní role ztvárnili Romain Duris a Vanessa Paradis.

## Popis filmu
Alex je profesionálním „rozvracečem párů“. Spolu se svou sestrou a švagrem provozuje malou společnost, která se specializuje na záchranu žen, které jsou nešťastně zamilované. Většinou jedná na požadavky jejich rodin, zakročí tím, že ženu svede, aby jí otevřel oči a naléhá, aby svého muže opustila. Alex pro toto povolání využívá nejen svého šarmu a atraktivity, ale i různých sofistikovaných špionážních technik.
Jednoho dne mu jeho zaměstnavatel předloží případ krásné a bohaté Juliette, která se chystá vzít si hezkého Angličana. Alex zpočátku odmítá, protože má pravidlo, že nebude rozvracet funkční a šťastný vztah. Ovšem náklady na poslední zakázku byly vysoké a jeho společnost nemá peníze. Na pokraji finančního krachu a pronásledován věřiteli, se Alex rozhodne, že případ Juliette vezme. Hra je však velice složitá, nehledě na nedostatek času, protože Juliette se již o deset dní později má vdávat.

## Obsazení
| Romain Duris       | Alex Lippi                           |
| Vanessa Paradis    | Juliette Van Der Beck                |
| Julie Ferrier      | Mélanie, Alexova sestra              |
| François Damiens   | Marc, manžel Melanie                 |
| Helena Noguerra    | Sophie, kamarádka Juliette           |
| Andrew Lincoln     | Jonathan Alcott, Juliettin snoubenec |
| Jacques Frantz     | Van Der Beck, Juliettin otec         |
| Jean-Yves Lafesse  | Dutour, Alexův zaměstnavatel         |
| Victoria Silvstedt | dívka v kabrioletu                   |

## Soundtrack
Hudbu pro film složil Klaus Badelt.
| Pořadí | Název               | Délka |
| ------ | ------------------- | ----- |
| 1.     | Love Theme          | 1:50  |
| 2.     | Bodyguard           | 1:06  |
| 3.     | Juliette's Theme    | 0:42  |
| 4.     | Going for a Ride    | 0:29  |
| 5.     | Bicycle Chase       | 2:06  |
| 6.     | Rapprochement       | 1:44  |
| 7.     | Plane to Vegas      | 3:26  |
| 8.     | Beginning to Fall   | 0:32  |
| 9.     | Spying Bums         | 1:09  |
| 10.    | Carjacking          | 1:01  |
| 11.    | Wedding Dress       | 0:51  |
| 12.    | Monaco              | 1:09  |
| 13.    | Don't Cry           | 0:50  |
| 14.    | Debts               | 1:11  |
| 15.    | Near Kiss           | 0:55  |
| 16.    | Nuts                | 0:54  |
| 17.    | Matteo              | 0:40  |
| 18.    | Two of Us           | 0:46  |
| 19.    | Digging in the Dirt | 1:02  |
| 20.    | Desert Village      | 0:43  |
| 21.    | Dunes               | 0:52  |
| 22.    | Elevator            | 1:03  |